# Yoram Gross
Yoram Gross AM (* 18. Oktober 1926 in Krakau, Polen; † 21. September 2015 in Sydney, Australien) war ein australischer Produzent von Kinder- und Familienfilmen, dessen bekannteste Produktionen die Serie Blinky Bill und der Film Dot und das Känguru waren.

## Geschichte
Yoram Gross stand 1944, als 18-jähriger, für kurze Zeit mit seinen Eltern auf der bekannten Liste Oskar Schindlers. Dennoch gelang dem Juden Gross mit seinen Eltern auf eigene Faust die Flucht aus dem besetzten Polen. Dabei kam er in nicht weniger als 72 Verstecken unter. Nach dem Zweiten Weltkrieg emigrierte Gross nach Israel.
Yoram Gross Films wurde 1962 von Yoram und Sandra Gross in Israel gegründet. Nachdem sie 1968 nach Australien gezogen waren, eröffneten sie dort 1968 die Yoram Gross Film Studios. 1996 verkaufte Yoram die Hälfte der Gesellschaft an den australischen Medienkonzern Village Roadshow. Daraus resultierend entstand nun die neue Gesellschaft Yoram Gross-Village Roadshow. 1999 wurde Village Roadshows Hälfte von der EM.TV gekauft und erhielt den Namen Yoram Unfein-EM.TV. Im Jahr 2006 verkaufte Yoram Gross schließlich auch die andere Hälfte seiner Gesellschaft an EM.TV.
Heute ist die ursprüngliche Yoram Gross Films als Flying Bark Productions bekannt und produziert nach wie vor familienorientierte Unterhaltung.
Yoram Gross starb am 21. September 2015 im Alter von 88 Jahren in Sydney. Er hinterließ seine Frau, zwei Kinder und fünf Enkelkinder.

## Produktionen (Auswahl)
- Blinky Bill
- Around the World with Dot
- The Camel Boy
- Dot and Keeto
- Dot and the Bunny
- Dot and the Kangaroo
- Dot and the Koala
- Dot and the Smugglers
- Dot and the Whale
- Dot Goes to Hollywood
- Dot in Outer Space
- Dumb Bunnies
- Epic
- Fairy Tale Police Department
- Flipper & Lopaka
- Gumnutz
- Old Tom
- Seaside Hotel
- K-Zone TV
- Master Raindrop
- Samual and Nina
- Sarah
- Seaside Hotel
- Skippy der Buschpilot
- Staines Down Drains
- Tabaluga
- The Magic Riddle
- The Little Convict